# 스퍼렐자유꼬리박쥐
스퍼렐자유꼬리박쥐(Mops spurrelli)는 큰귀박쥐과에 속하는 박쥐의 일종이다. 카메룬과 중앙아프리카공화국, 코트디부아르, 적도기니, 가나, 라이베리아, 시에라리온, 토고에서 발견된다. 자연 서식지는 아열대 또는 열대 기후 지역의 건조림과 습윤 저지대 숲이다. 서식지 감소로 위협을 받고 있다. 학명과 일반명은 생물학자 스퍼렐(Herbert George Flaxman Spurrell)의 이름에서 유래했다.